# Audi 100 C1
Audi 100 C1 (тип F104 або як купе F105) — це автомобіль вищого середнього класу від Auto Union GmbH (з 1969: Audi NSU Auto Union AG). Автомобіль із поздовжньо встановленим чотирициліндровим рядним двигуном і приводом на передні колеса виготовлявся як чотиридверний седан із жовтня 1968 року, а дводверна версія з’явилася в жовтні 1969 року. Виробництво Audi 100 Coupé S, представленого у вересні 1969 року, почалося в липні 1970 року.
Після того, як було випущено 827 474 одиниці, C1 був замінений у 1976 році повністю новою розробленою Audi 100 C2.

## Двигуни
- 1588 см3 OHC I4 85 к.с.
- 1760 см3 OHV I4 80/85/90/100 к.с.
- 1782 см3 OHV I4 (тільки 100 LS для Швейцарії)
- 1871 см3 OHV I4 112/115 к.с.

## Виробництво
Загальний обсяг виробництва 827 474 автомобілів з 1968 по 1976 рік
| Тип                     | Рік | 1968 | 1969   | 1970    | 1971    | 1972    | 1973    | 1974   | 1975   | 1976   | Всього  |
| ----------------------- | --- | ---- | ------ | ------- | ------- | ------- | ------- | ------ | ------ | ------ | ------- |
| 100, 100LS,L,LS 2-türig |     |      | 1.079  | 4.113   | 1.265   | 5.361   | 4.833   | 1.813  | 3.487  | 1.764  | 23.715  |
| 100, 100LS,L,LS 4-türig |     | 11   | 10.533 | 9.000   | 9.639   | 21.110  | 17.192  | 18.438 | 31.202 | 14.939 | 132.064 |
| 100 S 2-türig           |     |      | 1.602  | 4.648   | 1.329   | 0       | 0       | 0      | 0      | 0      | 7.579   |
| 100 S 4-türig           |     | 13   | 13.791 | 16.449  | 10.131  | 0       | 0       | 0      | 0      | 0      | 40.384  |
| 100 LS 2-türig          |     |      | 2.489  | 12.597  | 10.928  | 14.186  | 14.173  | 11.102 | 3.976  | 2.590  | 72.041  |
| 100 LS 4-türig          |     | 66   | 38.355 | 54.107  | 57.975  | 68.810  | 75.013  | 45.012 | 29.854 | 19.913 | 389.105 |
| 100 GL 2-türig          |     |      |        |         | 685     | 5.583   | 3.957   | 1.124  | 806    | 306    | 12.461  |
| 100 GL 4-türig          |     |      |        |         | 9.030   | 38.067  | 36.059  | 13.756 | 15.020 | 7.506  | 119.438 |
| 100 Coupé S             |     |      | 3      | 741     | 8.586   | 8.406   | 7.989   | 2.490  | 1.476  | 996    | 30.687  |
| Разом                   |     | 90   | 67.852 | 101.655 | 109.568 | 161.523 | 159.216 | 93.735 | 85.821 | 48.014 | 827.474 |

## Галерея

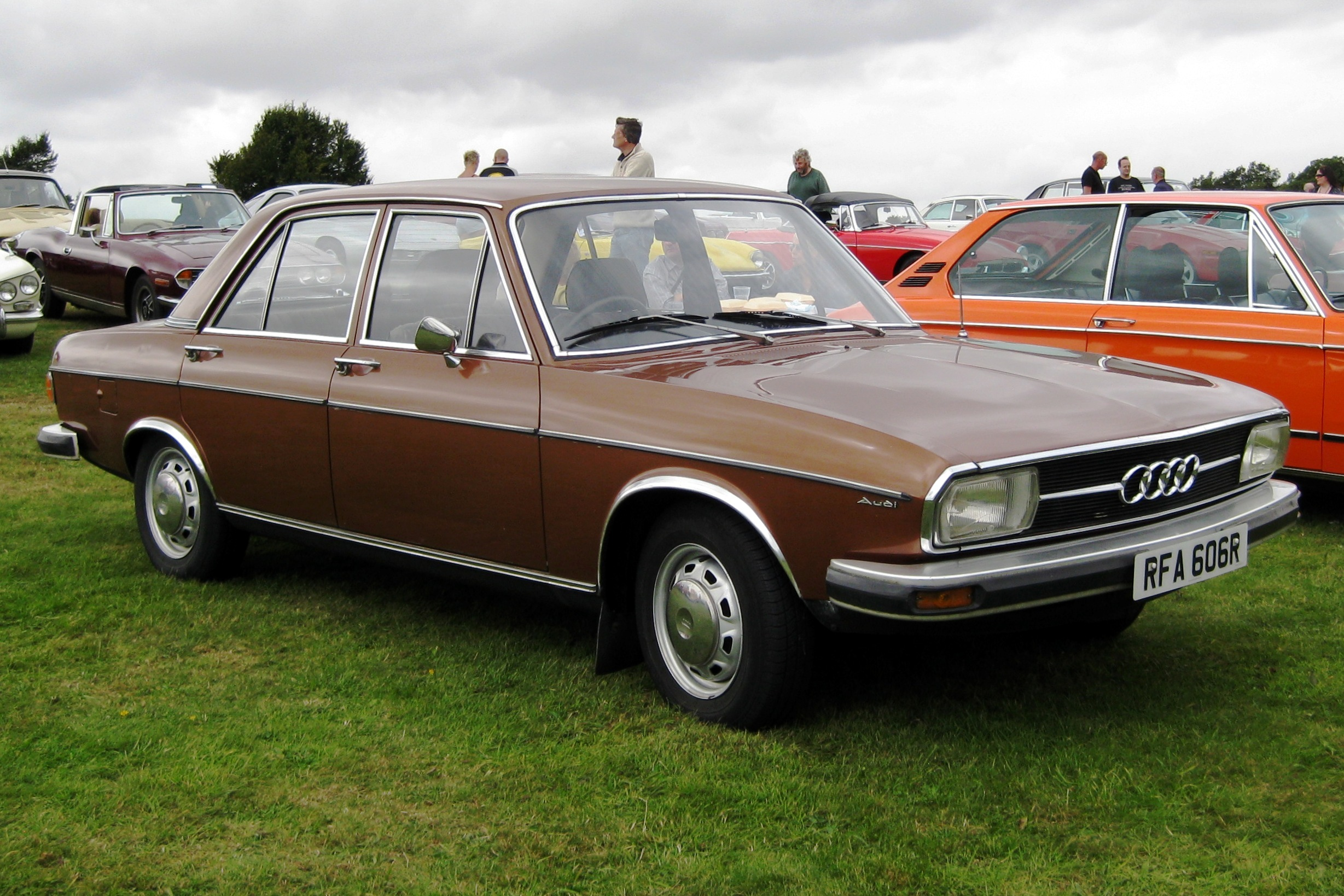
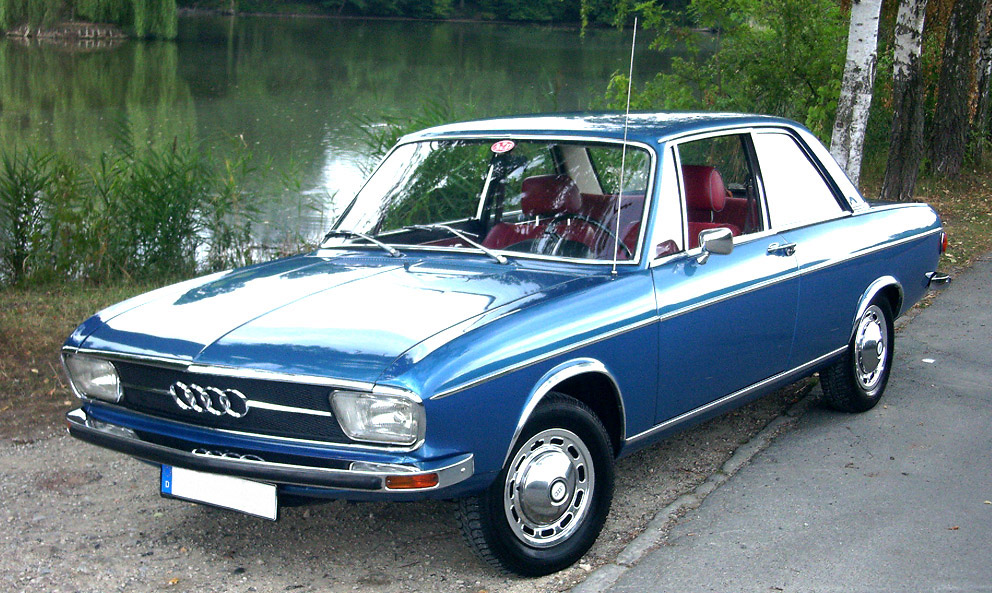
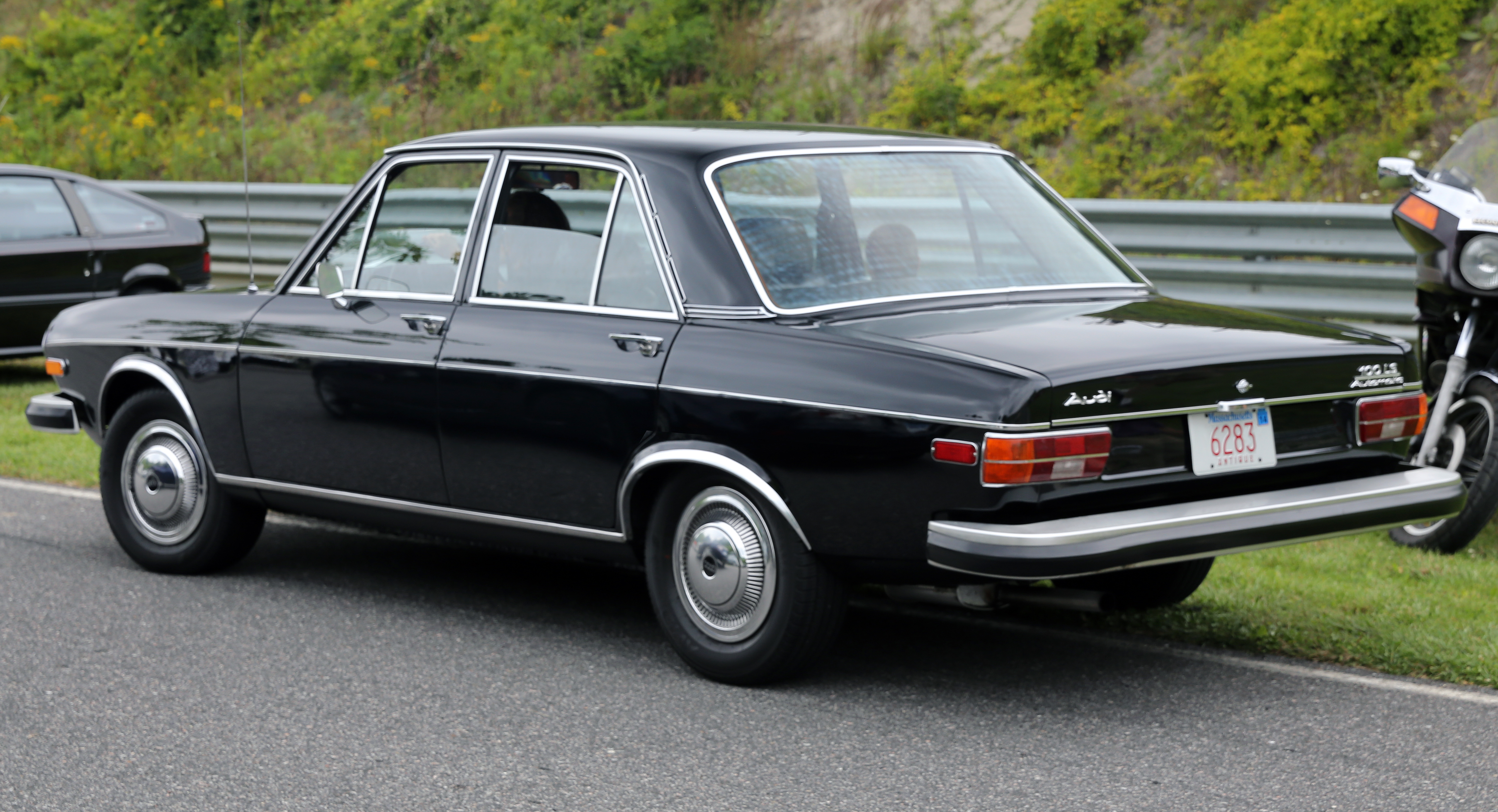